# Stiptopodius doriae
Stiptopodius doriae är en skalbaggsart som beskrevs av Edgar von Harold 1871. Stiptopodius doriae ingår i släktet Stiptopodius och familjen bladhorningar. Inga underarter finns listade i Catalogue of Life.